# Saari (Södra Karelen)
För andra betydelser, se Saari
Saari var en kommun i landskapet Södra Karelen i Östra Finlands län.
Saari uppgick tillsammans med Uukuniemi i Parikkala kommun den 1 januari 2005 genom kommunsammanslagning. Saari hade 1 411 invånare (2003).
Ordet saari betyder 'ö' eller holm.